# Looze
Looze – miejscowość i gmina we Francji, w regionie Burgundia-Franche-Comté, w departamencie Yonne.
Według danych na rok 1990 gminę zamieszkiwało 390 osób, a gęstość zaludnienia wynosiła 61 osób/km² (wśród 2044 gmin Burgundii Looze plasuje się na 537. miejscu pod względem liczby ludności, natomiast pod względem powierzchni na miejscu 1152.).